# Алмазова, Александра Борисовна
Александра Борисовна Алмазова (21 ноября 1986, Ленинград, СССР) — российская певица, композитор, поэт. Лидер группы «Саша Алмазова и Non Cadenza».

## Биография
Родилась 21 ноября 1986 года в Ленинграде в семье российского барда, писателя Бориса Алмазова и доктора педагогических наук Надежды Алмазовой. У Саши есть старший брат Богдан.
В 1991 году Александру отдали в музыкальную школу в класс И. А. Рогановой на фортепиано и орган. Также активно занималась пением в хоре.
В 1994 году Саша поступила в школу с углубленным изучением английского языка (№ 328), учёбу в которой она совмещала с обучением в музыкальной школе, занятиями хореографией, а также с дополнительными занятиями иностранными языками. Уже в средних классах Саша принимает активное участие в различных творческих вечерах и внеклассных мероприятиях школы, участвует в спектаклях и поет русские романсы. В 2001 году сочинение Саши заняло первое место в международном конкурсе, учрежденном прапраправнучкой А. С. Пушкина «The Pushkin Prize», и, в качестве приза, Саша обучалась на англоязычном литературном курсе в Шотландии.
В 2000 году окончила музыкальную школу. Сразу после окончания, Саша частно продолжила занятия со своим же педагогом; практиковала с ней основы джазовой гармонии и разбирала джазовый стандарты на фортепиано.
В 2004 году Саша поступила на факультет лингвистики в ФИНЭК, и на четвёртом курсе перевелась на аналогичный факультет в Санкт-Петербургский государственный политехнический университет. В 2009 году окончила университет с красным дипломом, получив специальность лингвист-преподаватель, лингвист-переводчик. После этого Саша поступила в аспирантуру, а также устроилась на должность преподавателя, где и по сей день работает.
Ещё до поступления в университет Саша знакомится с Константином Пантелеевым, также студентом ФИНЭКа, вместе с которым в 2005 году они создают музыкальный коллектив Non Cadenza. Основным материалом группы являлись песни Сашиного авторства, а также кавер-версии известных песен и джазовые стандарты. В тот момент Александра сама аккомпанировала себе на фортепьяно.
В течение нескольких лет, до и после создания Non Cadenza, Александра в разное время брала мастер-классы и занималась у различных педагогов, среди которых саксофонист и аранжировщик эйсид-джазовой группы Soft-Emotions Сергей Веренцов, известная джазовая певица Лера Гехнер и многие другие.
С начала 2009 года Александра становится частой героиней российских глянцевых журналов.
- L’Officiel, 2009
- Cosmopolitan, 2009[6]
- Собака Ru, 2012[7]

Александра помимо работы в группе преподает английский язык в Политехническом Университете Санкт-Петербурга.
В 2013 м году она защитила диссертацию и стала кандидатом педагогических наук.
13 сентября 2014 года Александра Алмазова вышла замуж.
8 апреля 2015 года у Александры и её мужа родилась дочь Александрина.
29 августа 2017 года на свет появился сын Демьян.
13 июля 2019 года родился сын Олесь.

## Дискография
- Саша Алмазова и Non Cadenza «Бесконечность», 2011
- Саша Алмазова и Non Cadenza «Неприлично», 2013
- Саша Алмазова и Non Cadenza «Новый день», 2017

## Награды и звания
- TimeOut Новая музыка, 2007
- Золотая Горгулья, 2010

## Фестивали
- Пустые Холмы, 2007
- TimeOut Новая музыка, 2007
- Пустые Холмы, 2009
- NuVogue, 2008
- Lady in Jazz, 2010
- Усадьба Jazz, 2011
- Koktebel Jazz festival, 2011[8]
- ZAVTRA, 2012
- Нашествие, 2012
- Koktebel Jazz festival, 2012
- Urban Jazz festival, 2013
- Jazz Time, Estonia 2013
- Jazz May, 2014
- Дикая мята, 2014
- Усадьба Jazz, Петербург, 2014.